# 神戸新交通3000形電車
神戸新交通3000形電車（こうべしんこうつう3000がたでんしゃ）は、2018年（平成30年）に登場した神戸新交通のAGT（新交通システム）車両。六甲アイランド線（六甲ライナー）で運用されている。

## 概要
六甲アイランド線開業以来運用されてきた先代の1000型電車の置き換えを目的として登場した。2015年3月26日に新型車両の製造が発表され、2018年8月31日のマリンパーク13時03分発住吉行き列車より営業運転を開始した。以後、2019年度から2023年度までに毎年2編成ずつ導入され、1000型を順次置き換えている。同社の他形式と同様川崎重工業車両カンパニー→川崎車両が製造しており、製造者決定時の契約予定金額は、更新計画の全11編成（44両）で46億9920万円である。
3000形の形式称号は、平成30年（2018年）からの運用にちなみ命名された。車体側面には車両番号がポートアイランド線車両のように KNT-3*** と表記されており、数字のみの1000型と異なる。最初に製造された編成の車両番号の下2桁は1000型の続番だったが、その後に製造された編成の下2桁は置換対象の1000型編成と同じ番号としている。営業運転前の2018年8月17日には報道関係者向け試乗会が、8月18日には沿線住民向け試乗会、8月26日には一般向け試乗会が開催された。

## 構造
1000型から外見デザインを一新した上で、走行安定性や乗り心地の向上を図るとともに、セキュリティー及びバリアフリー対策の強化、環境に配慮した省エネ対策などが行われている。

### 車体

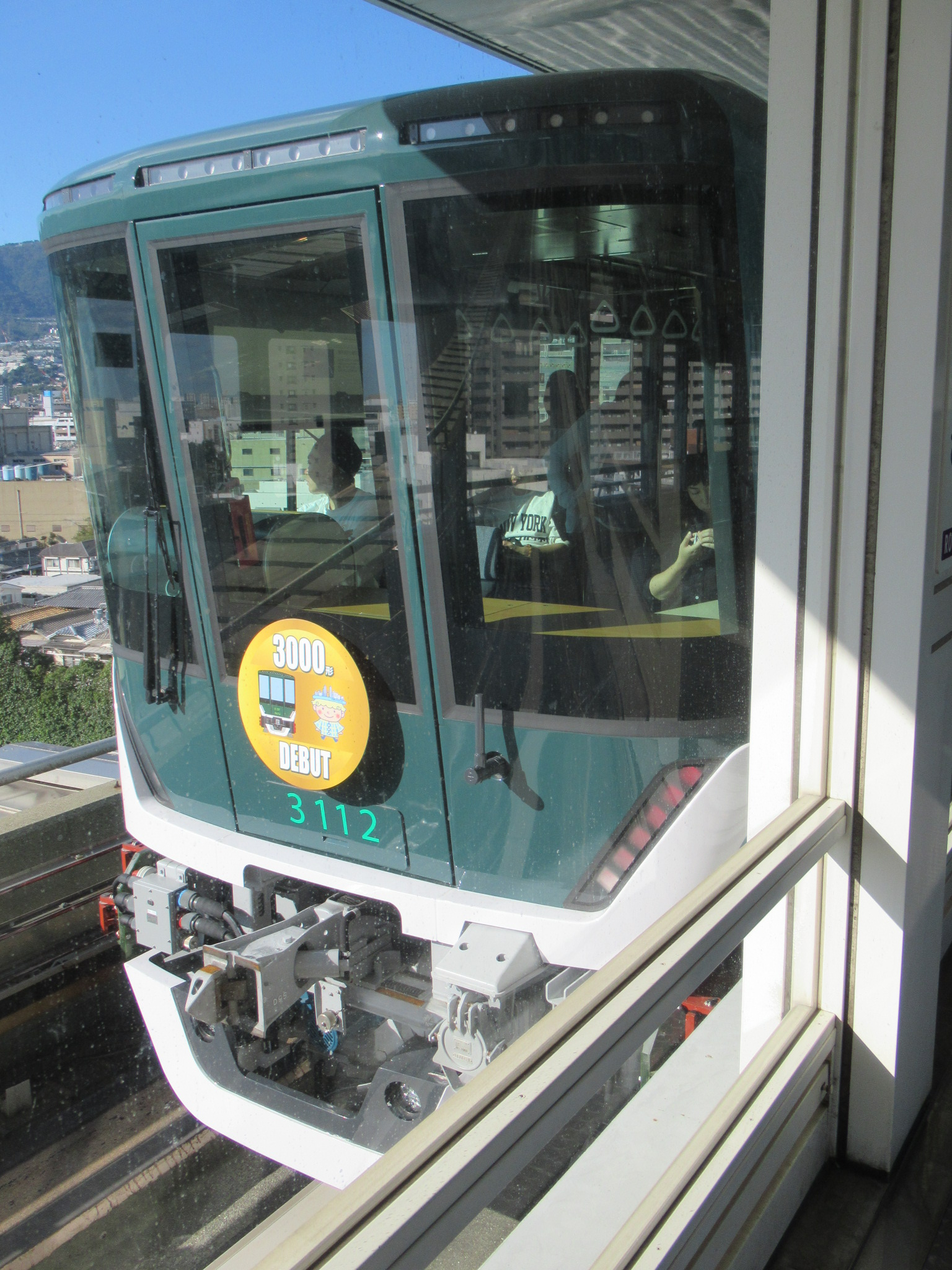
3000形の前面

インダストリアルデザイナーの奥山清行が代表を務める「KEN OKUYAMA DESIGN」が、内外装を含めたデザインの全体監修を担当した。港町神戸にふさわしい「船」をイメージさせる前面が傾斜したシルエットで、住吉川や六甲アイランドの景観に合うようデザインされている。神戸にある最古のガス灯にちなみ、緑青を基調とした落ち着いた色彩の車体を採用し、車両前面と側面窓・扉部は縦縞に深い緑色で塗装されている。前面スカートより続いた白色の帯をアクセントとして巻いており、沿うように尾灯として赤色LEDが左右に各6個並ぶ。排障器部に取り付けられたLED式の前照灯とは別に、車両先頭の上部には標識灯として白色LEDが20個並び、トーチをイメージしたものとなっている。
なお、KEN OKUYAMA DESIGNがデザインの全体監修を行った鉄軌道車両は、西日本では本形式が初めてである。
車体材質はアルミニウム合金製のダブルスキン構造構体で、裾絞り形状の幅広車体を採用した。車内に外光を多く取り入れるため、窓は座席の背面部まで大幅に拡大し、1000型同様、窓の上側3分の1程度が内側に開く。先頭は大型の曲面ガラスを、側窓ガラスは熱線吸収・UVカットガラス（カーテン付き）を使用する。1000型と同じく折りたたみ式はしご付きの非常用扉を前面中央に配置し、側面中央に両開き乗降扉を1つずつ配置している。1000型では運転台裏に描かれていたロゴマークは、非常用貫通扉に車両番号とともに英字で描かれている。

### 車内

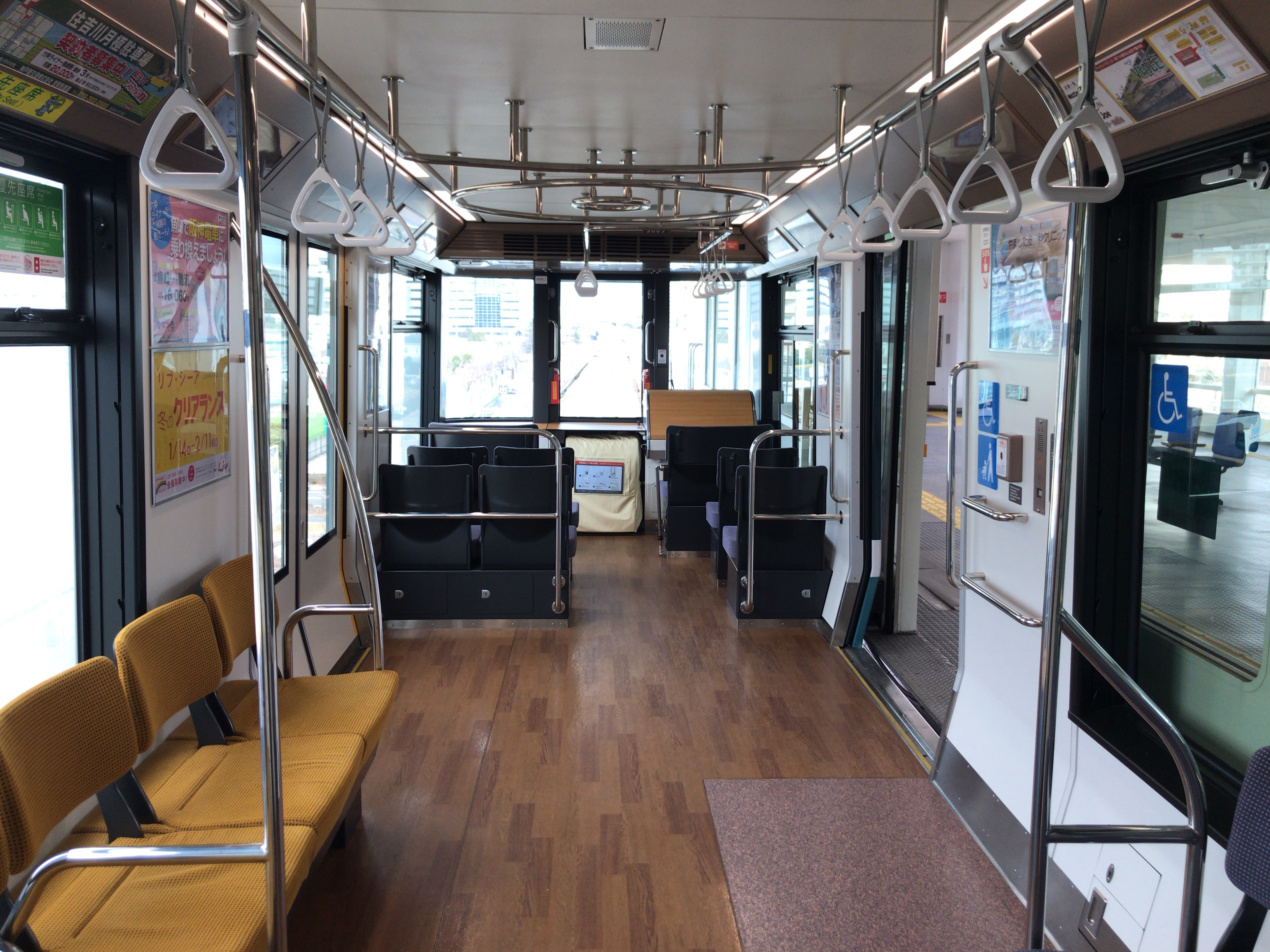
3109号車の車内

住環境のような居心地の良い空間を目指し、落ち着いた色彩や木目調の素材を採用した。
窓は前述のとおり大幅に拡大しているが、沿線住民のプライバシーへの配慮から、西側の窓には1000型同様の瞬間くもりガラスを採用しており、住宅街にあたる住吉駅～南魚崎駅間走行時に使用している。
座席配列は1000型と同様で、先頭車両の乗降扉より先頭側のみ 2+1 のクロスシート、その他がロングシートである。座席は1人分が個別の座席となっている分割シートで、外光を取り入れられるよう背面に開口部を設けている。また、全車両に車椅子およびベビーカー等のフリースペース（先頭車は車椅子スペース、中間車はフリースペースまたはベビーカースペースの名称を使用）を設置し、車両の床面高さを下げてプラットホーム床面と車両乗降口の段差を解消することで、高いバリアフリー化を実現した。車椅子スペース・ベビーカースペースには2段式手すりと非常通報装置・非常停止ボタンを設置する。同社の他形式同様に、ドア付近の天井にも、立ち客がつかめる円形パイプの手すりを設置している。
客用ドアは1,400 mm幅で、ドアガラスには複層ガラスを使用している。戸閉装置には電気式ドアエンジン（ラック・アンド・ピニオン方式）を採用した。
空気浄化システムとしてプラズマクラスターイオン発生装置を搭載した送風装置を車内2箇所に設置している。また、各車両の両端には防犯カメラを設置し、セキュリティ向上を図っている。
案内装置としては、全乗降扉上には19.2インチのLCD式の車内案内表示装置（コイト電工製「パッとビジョン」）を設置し、日本語・英語・中国語・朝鮮語の4か国語に対応する。扉開閉時にはこれまでのドアブザーの後に扉が開閉しながらドアチャイムが鳴動し、開いている間は盲導鈴が鳴り続ける。
先頭車両には運転席があり、普段は無人運転を行う路線で走行するため乗務員室はなく、乗客に開放されている。ただし、運転台はカバーで施錠されている。運転台にはグラスコックピットとしてTIMSのモニター画面が2つあり、主幹制御器には右手操作形のワンハンドルマスコン、左側に操作ボタン類、その他の場所に列車無線ハンドセットや車内放送用のマイク等が配置されている。

### 主要機器
主変換装置には三菱電機製CI（コンバータ/インバータ）によるVVVFインバータ制御（MAP-112-A55V311 形、ベクトル制御、純電気ブレーキ対応）を採用している。主電動機は三菱電機製のかご形三相誘導電動機（110 kW 出力）であり、1台のCIで主電動機2群を制御する1C1M2群制御である。全電動車だが、各車2軸のうち1軸のみ主電動機が装備されており、実質的なMT比は2M2T相当となっている。補助電源装置は40 kVA容量を持つ三相変圧器で、三相交流550Vを入力電圧として三相交流220V（30 kVA）と三相交流110V（10 kVA）を出力するものである。このほか、整流器による直流100V出力（10 kW）がある。
搭載機器は列車情報管理装置（TIMS）によって制御され、
- 乗務員支援機能
- 車上試験機能
- 検修支援機能
- 運転状況記録機能
- 運転士異常時停止機能（手動運転時にEB装置として機能）を備えている[21]。

台車の主構造は、実績のある1000型の主構造を踏襲した上でさらなる走行安定性や乗り心地の向上を図っている。
ブレーキ装置は回生ブレーキ併用電気指令式空気ブレーキで、保安ブレーキ・駐車ブレーキを備える。基礎ブレーキは空気圧をオイルコンバータで油圧に変換する空油変換式ディスクブレーキである。空気圧縮機はレシプロ式のHS-5形を搭載する。

## 編成
車両番号の付与方法は、千の位で3000形を表す「3」を、百の位で号車番号を、十ならびに一の位で編成番号を示す。
なお、1000型と同様に将来の6両編成化を見込んで百の位の号車番号は 3 と 4 が飛んでいる。

### 型式
3100形
マリンパーク側先頭車。運転台、集電装置などが搭載されている。
3200形
中間車。
3500形
中間車。
3600形
住吉側先頭車。運転台、集電装置などが搭載されている。

### 編成表
2024年4月1日現在の編成を基に記す。（製造順）
| 号車      | 号車     | 1              | 2             | 5             | 6              | 竣工           | 備考                 |
| 形式      | 形式     | 3100形 （Mc1） | 3200形 （M1） | 3500形 （M2） | 3600形 （Mc2） | 竣工           | 備考                 |
| 搭載機器  | 搭載機器 | CI             | CP,BT         | CP,APU        | CI             | 竣工           | 備考                 |
| 編成 番号 | 12       | 3112           | 3212          | 3512          | 3612           | 2018年6月29日  |                      |
| 編成 番号 | 09       | 3109           | 3209          | 3509          | 3609           | 2019年8月30日  |                      |
| 編成 番号 | 02       | 3102           | 3202          | 3502          | 3602           | 2019年12月27日 |                      |
| 編成 番号 | 03       | 3103           | 3203          | 3503          | 3603           | 2020年5月18日  |                      |
| 編成 番号 | 04       | 3104           | 3204          | 3504          | 3604           | 2020年11月5日  |                      |
| 編成 番号 | 01       | 3101           | 3201          | 3501          | 3601           | 2021年6月29日  | 2021年7月4日運用開始 |
| 編成 番号 | 05       | 3105           | 3205          | 3505          | 3605           | 2021年11月29日 |                      |
| 編成 番号 | 06       | 3106           | 3206          | 3506          | 3606           | 2022年5月17日  |                      |
| 編成 番号 | 07       | 3107           | 3207          | 3507          | 3607           | 2022年9月29日  |                      |
| 編成 番号 | 08       | 3108           | 3208          | 3508          | 3608           | 2023年4月28日  |                      |
| 編成 番号 | 11       | 3111           | 3211          | 3511          | 3611           | 2023年6月30日  |                      |

凡例
- CI：主変換装置
APU：補助電源装置（補助変圧器）
CP：空気圧縮機
BT：蓄電池